# Volksbank Bramgau-Wittlage
Die Volksbank Bramgau-Wittlage eG war eine deutsche Genossenschaftsbank mit Sitz in Bramsche im Landkreis Osnabrück, Niedersachsen. Die Bank wurde im Jahre 2021 auf die Volksbank Osnabrück eG verschmolzen.

## Geschichte
Im Jahre 2009 fusionierten die Volksbank Bramgau eG im Osnabrücker Land und die Volksbank Wittlage eG zur Volksbank Bramgau-Wittlage eG. Beide Fusionspartner haben ihren Ursprung in Genossenschaftsbanken, die 1892 bzw. 1895 gegründet wurden und seither mehrfach durch Fusionen gewachsen sind. Heute befinden sich an den Orten mit früher selbstständigen Banken Filialen, so in Bad Essen, Bohmte, Hunteburg, Ostercappeln, Rabber, Venne und Wallenhorst.

### Volksbank Bramgau
Am 27. November 1892 wurde auf Initiative eines landwirtschaftlichen Konsumvereins die genossenschaftliche Ländliche Spar- und Darlehnskasse als erste Bramscher Bank gegründet. Im Laufe der Zeit wurden Filialen in Rieste (1933), Ueffeln (1950), Engter (1957), Bramsche-Gartenstadt (1960), Achmer (1965) und Hesepe (1966) eröffnet. 1977 erfolgte der Zusammenschluss der mittlerweile Volksbank Bramsche eG genannten Bank mit der 1894 gegründeten Volksbank Venne eG.
Parallel war im Dezember 1895 die Spar- und Darlehnskasse Wallenhorst von der dortigen Konsumgenossenschaft gegründet worden. Ab 1978 hieß das Kreditinstitut Volksbank Wallenhorst eG. Zum 1. Januar 1999 fusionierte es mit der Volksbank Bramsche eG zur Volksbank Bramgau eG.

### Volksbank Wittlage
Im Jahr 1972 fusionierte die im Mai 1895 als Spar- und Darlehnskasse gegründete Raiffeisenkasse Rabber eGmbH mit der Raiffeisenbank Bad Essen eGmbH zur Raiffeisenbank Wittlage eG. 1982 erfolgte die Übernahme der Spar- und Darlehnskasse Ostercappeln eG und 1992 die Verschmelzung mit der Volksbank Bohmte eG zur Volksbank Wittlage eG. Zum 1. Januar 1999 wurde die Volksbank Hunteburg eG übernommen.

## Rechtsgrundlagen
Rechtsgrundlagen der Bank waren die Satzung der Volksbank Bramgau-Wittlage eG und das Genossenschaftsgesetz. Die Organe der Genossenschaftsbank waren der Vorstand, der Aufsichtsrat und die Vertreterversammlung. Die Bank war der BVR Institutssicherung GmbH und der Sicherungseinrichtung des Bundesverbandes der Deutschen Volksbanken und Raiffeisenbanken e. V. angeschlossen.